# Baugur Group
Baugur Group var ett isländskt investmentbolag. Ursprunget till koncernen var den dagligvarukedja, Bónus, som bildades 1989 av Jón Ásgeir Jóhannesson och hans far Jóhannes Jónsson. Bara tre år senare var Bonus Islands och Färöarnas största livsmedelskedja. 
Efter en sammanslagning med en annan kedja 1993 bildades ett riskkapitalbolag, Baugur. Baugur noterades på isländska börsen ICEX 1998. Den utländska expansionen tog fart, främst genom investeringar i Storbritannien. 2003 köptes Baugur, nu under namnet Baugur Group, ut från börsen. 
Baugur hade ett innehav i flera hel- eller delägda bolag, bland andra Debenhams, Topshop, Keops och gallerian SOUK i Stockholm. 
Bolaget begärdes i konkurs den 4 februari 2009.